# Cariye

Una cariye o concubina imperial, ilustración de finales del.

Cariye o cariyes (en árabe: جارية‎, "Ŷariya") fue un título y término usado para una categoría de mujer concubina esclavizada en el mundo islámico del Medio Oriente. Son particularmente conocidas en la historia las del Imperio Otomano, donde existieron legalmente hasta mediados del siglo XIX.

## Historia

### Significado general
El significado general del término cariye era el de una mujer esclavizada durante la guerra. Esta siguió siendo la definición formal del término en el mundo islámico. Los derechos de la mujer esclavizada están regulados por la ley islámica.
La esclavitud de las mujeres sólo se permitía teóricamente durante una guerra considerada "justa"; es decir, una guerra contra los no musulmanes. Solo una mujer no musulmana podía ser esclavizada durante la guerra, ya que el Islam prohibió a los musulmanes esclavizar a otros musulmanes.
Según la ley islámica o sharía, la esclavización de una mujer es el único caso en que estaba permitido legalmente el concubinato. Una mujer tomada como una concubina cariye debe obedecer a su dueño como si fuera su esposo. El hijo de una cariye no era considerado un esclavo, sino que nacía libre. Sin embargo, una hija nacida de una esclava nacía esclava, aunque era costumbre manumitirla.

### Imperio Otomano
El sistema cariye existió en el Imperio Otomano hasta bien entrado el siglo XIX y es especialmente famoso dentro del harén imperial otomano de la corte otomana. A menudo se traducía como "dama de honor".
El sistema otomano siguió formalmente la ley islámica original, pero se apartó de ella en la práctica. Después de que el Imperio Otomano conquistó la mayor parte del Medio Oriente, y después de que las fronteras con la Europa cristiana se estabilizasen, en la práctica hubo pocas oportunidades de capturar mujeres a través de la guerra.
Debido a la prohibición general de esclavizar musulmanes, la cariye no musulmana se proporcionó al mercado de esclavos otomano desde la Europa cristiana a través del comercio de esclavos de Crimea y el comercio de esclavos de Berbería. Al proceder de países no musulmanes, con los que se podía considerar que el Imperio Otomano estaba en guerra pasiva, esto se consideraba equivalente a prisioneros de guerra esclavizados y, por lo tanto, de acuerdo con la ley islámica.
Cuando se cerró el comercio de esclavos de Crimea después de la conquista rusa de Crimea en 1783 (y el comercio de esclavos de Berbería a principios del siglo XIX), el comercio de esclavas cariye experimentó otra transformación. A partir de este momento, la mayoría de las cariye eran circasianas del Cáucaso, y una pequeña parte provenía de la trata de esclavos blancos. Si bien las circasianas normalmente eran musulmanas, en su caso se pasó por alto la prohibición de esclavizar musulmanes, y su estatus musulmán original era un "secreto a voces".
La cariye siempre se consideró disponible sexualmente para el dueño de la casa, y si ella tenía un hijo con él, ya no podría ser vendida. Era común que una cariye fuera manumitida. Sin embargo, una manumisión no significaba que una cariye fuera libre de simplemente dejar la casa. En la sociedad musulmana tradicional basada en la segregación de género, como las mujeres vivían en reclusión, no era posible que una mujer manumitida simplemente saliera de la casa y caminara por la calle, ya que una mujer soltera libre sin familia no tendría manera de mantenerse a sí misma. En cambio, la manumisión de una mujer normalmente significaba que se arreglaba un matrimonio para ella. A menudo, el hombre que liberaba a la mujer se casaba con ella o disponía que ella se casara con otro hombre.
Había una diferencia entre las mujeres compradas para ser empleadas domésticas por mujeres musulmanas y las mujeres compradas por hombres; las esclavas que eran formalmente propiedad de una mujer musulmana, aunque legalmente disponibles para el dueño de la casa, también podían ser vendidas por su dueña.
En la primera mitad del siglo XIX, la esclavitud llegó a ser considerada moralmente incorrecta en el mundo occidental. El sultán liberal Abdülmecit I, que se vio afectado por estas opiniones, incluyó leyes contra la esclavitud entre sus reformas occidentalizadas y prohibió formalmente el sistema de esclavitud cariye. Sin embargo, esto fue una prohibición formal y, en realidad, la cariye continuó informalmente hasta finales del siglo XIX.

#### Harén imperial otomano
Las cariye fueron provistas al harén imperial otomano a través del comercio de esclavos de Crimea y el comercio de esclavos de Berbería, o reclutadas dentro del imperio. Eran seleccionadas entre las chicas más bellas e inteligentes y llegaban al harén siendo niñas. Eran convertidas al islam a su llegada y se les daba un nuevo nombre. Eran entrenadas en la disciplina del harén de palacio y en los logros para los que tenían talento. Luego eran promovidas según sus capacidades.
Las cariye tenían el rango más bajo de entre las mujeres del harén imperial. Se diferenciaban de una odalisca en que todas eran formalmente concubinas del sultán. Sin embargo, en la práctica, no siempre eran elegidas para compartir el lecho del sultán, por lo que a menudo actuaban como sirvientas para la valide sultan, las esposas e hijos del sultán.
Una cariye que demostrara ser una sirvienta valiosa podía ser promovida a  Kalfa  o  Usta, lo que significaba que ganaba un salario. Si una cariye no era promovida a Kalfa ni elegida como pareja sexual por el sultán, era liberada después de nueve años de servicio. En la práctica, su manumisión significaría que tendría que casarse, ya que una mujer libre soltera sin familia no tenía medios para mantenerse en la sociedad segregada por género del Imperio Otomano.
Las cariyes con quienes el sultán compartía su lecho se convertían en miembros de la dinastía y ascendían de rango para alcanzar el estado de  Gözde  (la favorita),  Ikbal  (la afortunada),  Kadin  (la mujer/esposa) o  haseki sultan  (esposa legal). El título más alto era el de Valide sultan, la madre legal del sultán reinante, quien solía ser esposa o cariye del padre del sultán y ascendía al rango supremo en el harén al subir su hijo al trono. Ninguna cariye podía salir o entrar en las instalaciones del harén sin el permiso explícito de la valide sultan.